# Spaceflight Industries
Spaceflight Industries, kurz Spaceflight, ist ein US-amerikanisches Raumfahrtunternehmen, das sich auf die Organisation von Rideshare-Flügen spezialisiert hatte. Spaceflight vermittelte den Start von Kleinsatelliten und kleinen Raumsonden als Sekundärnutzlast mit verschiedenen Trägerraketen wie Antares, Sojus und Falcon 9 sowie von der ISS. Außerdem buchte Spaceflight Industries ganze Raketen für den Start von jeweils vielen Kleinsatelliten und entwickelt Adapter zur Befestigung der vermittelten Nutzlasten auf der oberen Raketenstufe.
Seit 2018 baut das Unternehmen eine eigene Konstellation von Erdbeobachtungssatelliten auf. Aus dem Rideshare-Geschäft zog es sich 2020 zurück.

## Geschichte
Spaceflight Industries wurde im Jahr 2015 von Jason Andrews mit dem Ziel gegründet, einen kostengünstigen und unkomplizierten Zugang zum Weltraum mit standardisierten Schnittstellen anzubieten. Kurz darauf trat Curt Blake der Firma als Vizepräsident bei.
Mitte 2020 verkaufte Spaceflight das Rideshare-Geschäfts an die japanischen Unternehmen Mitsui und Yamasa. Man wolle sich auf den Aufbau der eigenen Satellitenkonstellation konzentrieren.

## Unternehmensstruktur
Spaceflight Industries, Inc. fungiert(e) als Muttergesellschaft für die drei Luft- und Raumfahrtunternehmen Spaceflight Systems, Spaceflight Services (mittlerweile verkauft) und Spaceflight Networks sowie für den Satellitenbildserviceanbieter BlackSky Global. Spaceflight Systems ist oder war für das Design und den Bau von Satelliten zuständig, Spaceflight Services für die Integration sowie den Start und Spaceflight Networks für Kommunikationsdienste während des Betriebs.

### Spaceflight Systems
Spaceflight Systems wurde 1999 (damals unter dem Namen Andrews Space) von Jason Andrews und Marian Joh gegründet. Vor der Gründung von Spaceflight Systems arbeitete Jason Andrews bei Kistler Aerospace.

### Spaceflight Services
Spaceflight Services wurde 2010 von Jason Andrews gegründet. Dieses Unternehmen bietet kommerzielle „Mitfahrgelegenheiten“ für CubeSats und sonstige Nano- und Mikrosatelliten an. Mittlerweile wurde es verkauft und firmiert als Spaceflight, Inc. unabhängig von Spaceflight Systems.

#### Geschäftsmodell
Das traditionelle Geschäftsmodell für den Zugang zum Weltraum basiert darauf, nur einen Satelliten auf einer Trägerrakete zu befördern. Mit der Miniaturisierung der Satellitenbauteile und der verbesserten Kommunikationsfähigkeiten haben sich die Satelliten in der Größe verringert. Spaceflight kauft Überkapazitäten auf kommerziellen Trägerraketen, verkauft diese Kapazität als „Mitfahrgelegenheiten“ für sekundäre Nutzlasten und integriert jeweils die Satelliten seiner Kunden als eine Einheit für den Raketentransport. Dadurch kann der Transport eines Satelliten in den Orbit zu einem erheblich günstigeren Preis als bei der Buchung einer dedizierten Trägerrakete angeboten werden.

#### Vergangene und zukünftige Missionen
Der erste von Spaceflight Services vermittelte Start war der von Dove 2 am 19. April 2013 mit einer Sojus-2-1A-Rakete. Kunde war die Firma Cosmogia (später: Planet Labs). Bis Januar 2016 startete Spaceflight Services insgesamt 77 Nutzlasten auf 11 Flügen. Als Trägerraketen dienten Sojus, Antares und Dnepr, teilweise wurden die Nanosatelliten in den Raumtransportern Cygnus und Dragon zur ISS gebracht.
Spaceflight vermittelte unter anderem den Start der Mondlander Beresheet und Alina mit Falcon-9-Raketen.
Die größte Mission des Unternehmens war der Start von 64 Satelliten mit einer Falcon 9 im Dezember 2018 (Mission SSO-A). Sie erwies sich logistisch als so anspruchsvoll, dass Spaceflight sich danach wieder auf kleinere Missionen konzentrierte.

### Spaceflight Networks
Spaceflight Networks mit Sitz in Washington (USA) wurde 2014 von Jason Andrews gegründet und betreibt seit 2015 ein weltweites Netz an Bodenstationen.

#### Bodenstationen
Stand: Ende 2016
| Standort                 | Frequenz (in MHz)   | ERP (in kW) | Antenne                        | Aktiv | Eigentümer           |
| ------------------------ | ------------------- | ----------- | ------------------------------ | ----- | -------------------- |
| Tukwila, WA              | 449,75 – 451,25 MHz | 0,063       | M2 Antenna Systems Inc 450CP34 | Ja    | BlackSky Global, LCC |
| Redmond, WA              | 2071,875 MHz        | 21,56       | Orbit CS GAIA-100-3.7-SX       | Ja    | BlackSky Global, LCC |
| Fairbanks, AK            | 449,75 – 451,25 MHz | 0,063       | M2 Antenna Systems Inc 450CP34 | Ja    | BlackSky Global, LCC |
| Fairbanks, AK            | 2071,875 MHz        | 21,56       | Orbit CS GAIA-100-3.7-SX       | Ja    | BlackSky Global, LCC |
| Umiat Meridian, AK       | 449,75 – 451,25 MHz | 0,063       | M2 Antenna Systems Inc 450CP34 | Nein  | BlackSky Global, LCC |
| Umiat Meridian, AK       | 2071,875 MHz        | 21,56       | Orbit CS GAIA-100-3.7-SX       | Nein  | BlackSky Global, LCC |
| Truth or Consequence, NM | 449,75 – 451,25 MHz | 0,063       | M2 Antenna Systems Inc 450CP34 | Ja    | BlackSky Global, LCC |
| Truth or Consequence, NM | 2071,875 MHz        | 21,56       | Orbit CS GAIA-100-3.7-SX       | Ja    | BlackSky Global, LCC |

### BlackSky Global
BlackSky Global LCC mit Sitz in Washington (USA) wurde Anfang 2014 von Jason Andrews gegründet und bietet Satellitenbilder als Service. Es ist ein weltweites Erdbeobachtungsnetzwerk mit einer Konstellation von 60 Satelliten geplant. Am 5. Februar 2014 wurde BlackSky Global eine NOAA Lizenz für ein kommerzielles, optisches Erdbeobachtungsnetzwerk genehmigt, das in einer Höhe von 450 km bis 600 km und einer Inklination von 98,7° operieren soll. Der Satellit Blacksky Pathfinder 1 wurde zwecks Systemevaluierung am 25. September 2016 gestartet und die ersten beiden operativen Satelliten Blacksky Global 1 und Blacksky Global 2 folgten Ende 2018.
| Nr. 1 | Startdatum (UTC)  | Startplatz | Trägerrakete | COSPAR-ID  | Anmerkungen                                                                                    |
| ----- | ----------------- | ---------- | ------------ | ---------- | ---------------------------------------------------------------------------------------------- |
| 1     | 29. November 2018 | SHAR       | PSLV         | 2018-096M  |                                                                                                |
| 2     | 3. Dezember 2018  | VAFB       | Falcon 9     | 2018-099BG | Rideshare-Start SSO-A                                                                          |
| 3     | 29. Juni 2019     | Mahia      | Electron     | 2019-037C  |                                                                                                |
| 4     | 19. August 2019   | Mahia      | Electron     | 2019-054E  |                                                                                                |
| 7     | 7. August 2020    | KSC        | Falcon 9     | 2020-055BP | Start als Sekundärnutzlasten mit Starlink-Satelliten im Rahmen des Smallsat Rideshare Programm |
| 8     | 7. August 2020    | KSC        | Falcon 9     | 2020-055BQ | Start als Sekundärnutzlasten mit Starlink-Satelliten im Rahmen des Smallsat Rideshare Programm |
| 9     | 22. März 2021     | Mahia      | Electron     | 2021-023B  |                                                                                                |
| 10    | 15. Mai 2021      | Mahia      | Electron     | –          | Fehlschlag – Fehlfunktion der zweiten Raketenstufe                                             |
| 11    | 15. Mai 2021      | Mahia      | Electron     | –          | Fehlschlag – Fehlfunktion der zweiten Raketenstufe                                             |
| 14    | 18. November 2021 | Mahia      | Electron     | 2021-106A  |                                                                                                |
| 15    | 18. November 2021 | Mahia      | Electron     | 2021-106B  |                                                                                                |
| 12    | 2. Dezember 2021  | CCSFS      | Falcon 9     | 2021-115BA |                                                                                                |
| 13    | 2. Dezember 2021  | CCSFS      | Falcon 9     | 2021-115BB |                                                                                                |
| 16    | 9. Dezember 2021  | Mahia      | Electron     | 2021-120B  |                                                                                                |
| 17    | 9. Dezember 2021  | Mahia      | Electron     | 2021-120A  |                                                                                                |
| 18    | 2. April 2022     | Mahia      | Electron     | 2022-034B  |                                                                                                |
| 20    | 2. April 2022     | Mahia      | Electron     | 2022-034C  |                                                                                                |
| 5     | 24. März 2023     | Mahia      | Electron     | 2023-041C  |                                                                                                |
| 19    | 24. März 2023     | Mahia      | Electron     | 2023-041B  |                                                                                                |
| 31    | 18. Februar 2025  | Mahia      | Electron     | 2025-033B  |                                                                                                |
| 32    | 2. Juni 2025      | Mahia      | Electron     | 2025-118B  |                                                                                                |